# Gascons
Het Gascons (Gascon) is een dialect van het Occitaans of de langue d'oc. Het is de omgangstaal van Gascogne en Béarn.

## Definitie
De woorden gascon en basque (Baskisch) hebben dezelfde etymologische oorsprong: vascon (in het Spaans, wordt "Baskisch" geschreven als vasco).
'Gascon' is een Gallo-Romaanse aanpassing van de Germaanse uitspraak Waskon.
De kenmerkende eigenschappen van het Gascons hebben ervoor gezorgd dat het dialect onderwerp van discussie is geweest onder de linguïsten: De grote meerderheid van hen is van mening dat het Gascons een dialect is van het Occitaans, maar er zijn ook linguïsten die menen dat het hier een aparte taal betreft.
Sinds 2006 heeft het Gascons een officiële status in Catalonië.
In het Gascons zijn sterke invloeden van het Aquitaans terug te vinden. Deze oude substraattaal was nauw verwant met het Baskisch en werd gesproken in Gascogne voor de Romeinse overheersing van het gebied en de invoering van het Latijn. Volgens een recente studie spraken de inwoners van Gascogne al in de 6e eeuw een proto-Gascons.

## Regio's
Franse departementen
- Hautes-Pyrénées
- Landes
- Gers
- Gironde (met uitzondering van een deel waar 'saintongeoise' gesproken wordt)
- een deel van Pyrénées-Atlantiques: (Bigorre, Béarn en de tweetalige zone van Bayonne, Anglet, Biarritz, Bidache, La Bastide-Clairence, waar het Gascons wordt gesproken naast het Baskisch)
- Lot-et-Garonne, gedeeltelijk in de zone van de 'Languedocien'
- Haute-Garonne, gedeeltelijk in de zone van de 'Languedocien'
- Ariège, gedeeltelijk in de zone van de 'Languedocien'
- in de Spaanse vallei van Val d'Aran, in het noordwesten van Catalonië.

Daarnaast zijn er in het verleden Gasconse koloniën geweest in Spaans Baskenland: San Sebastian / Donostia, Hondarribia, Pasajes.

## Variëteiten van het Gascons
- béarnais (Pau)
- Aranees (Val d'Aran en andere valleien in de Pyreneeën)
- maritiem of parlar negre, soms « landais » genoemd (Bayonne, Biarritz, littoral landais, Haute-Lande)
- binnenlands of parlar clar (Auch)
- Noord-Gascons (Bordelais, Médoc, Pays de Buch, Entre-deux-Mers)

Het Aragonees, dat gesproken wordt in de provincie Huesca, heeft een aantal overeenkomsten met het Gascons.
|                          | maritiem Gascons        | béarnais Gascons                      | bigourdan Gascons                     | Aranees Gascons       | commengois en couseranais Gascons | binnenlands Gascons     | Noord Gascons           |
| ------------------------ | ----------------------- | ------------------------------------- | ------------------------------------- | --------------------- | --------------------------------- | ----------------------- | ----------------------- |
| bevestigende zin         | Que i va.               | Que i va.                             | Que i va.                             | I va.                 | Que i va.                         | Que i va.               | (Que) i va.             |
| ontkenning               | ne l’escotava pas       | non / ne l’escotava pas               | non / ne l’escotava pas               | non la escotava       | non l’escotava cap                | ne l’escotava pas       | (ne) l’escotava pas     |
| vorming van het meervoud | los gojats -las gojatas | eths / los gojats -eras / las gojatas | eths / los gojats -eras / las gojatas | es gojats -es gojates | eths gojats -eras gojatas         | los gojats -las gojatas | los gojats -las gojatas |

## Gebruik van de taal
Een enquête die in 1982 in Béarn gehouden is, toont aan dat 51% van de bevolking het Gascons spreekt, 70% het kan verstaan en 85% het van belang vindt dat de taal beschermd wordt.

## Voorbeelden
| Woord   | Vertaling | Standaarduitspraak |
| ------- | --------- | ------------------ |
| aarde   | tèrra     | [tèrro]            |
| hemel   | cèu       | [cèou]             |
| water   | aiga      | [aïgo]             |
| vuur    | huec      | [houék]            |
| man     | òmi       | [omi]              |
| vrouw   | hemna     | [hénno]            |
| eten    | minjar    | [mindja]           |
| drinken | béver     | [bebe]             |
| groot   | gran      | [gran]             |
| klein   | petit     | [petitt]           |
| nacht   | nueit     | [nouéjt]           |
| dag     | dia       | [dio]              |